# Mièges
Mièges là một xã trong vùng hành chính Franche-Comté, thuộc tỉnh Jura, quận Lons-le-Saunier, tổng Nozeroy. Tọa độ địa lý của xã là 46° 46' vĩ độ bắc, 06° 02' kinh độ đông. Mièges nằm trên độ cao trung bình là 750 mét trên mực nước biển, có điểm thấp nhất là 721 mét và điểm cao nhất là 831 mét. Xã có diện tích 3.19 km², dân số vào thời điểm 2006 là 95 người; mật độ dân số là 30 người/km².

## Thông tin nhân khẩu
| 1962 | 1968 | 1975 | 1982 | 1990 | 1999 |
| ---- | ---- | ---- | ---- | ---- | ---- |
| 109  | 125  | 111  | 103  | 111  | 91   |

## Địa điểm tham quan
Nhà thờ của Mièges xuất phát từ thời Trungcổ và được cải tạo nhiều lần sau đấy. Nhà thờ Notre-Dame de Mièges (được tu bổ trong thế kỉ thứ 19) là một điểm hành hương.